# Sportfreunde Schwendi
Die Sportfreunde Schwendi 1862 e.V. sind ein deutscher Sportverein mit Sitz in der baden-württembergischen Gemeinde Schwendi im Landkreis Biberach.

## Geschichte

### Gründung bis 1970er Jahre
Der Verein wurde ursprünglich im Sommer 1862 als Turnfreunde Schwendi gegründet. Nachdem es von 1911 bis 1912 kurz eine Spielgruppe für Rasensport gab, verbreitete sich auch der Fußball nach dem Ersten Weltkrieg im Turnverein. Zuerst formierten sich diese jedoch noch als 1. FC Schwendi. Im Jahr 1927 hatte diese Mannschaft schließlich auch ihre eigene Spielfläche, womit man nun wirklich auch am Spielbetrieb teilnehmen konnte. Dies hielt dann bis zum Ausbruch des Zweiten Weltkriegs. Nach dem Ende des Krieges konnte 1946 wieder Fußball gespielt werden, im Frühjahr 1947 schlossen sich der 1. FC und der Turnverein dann schließlich zum heutigen Sportfreunde Schwendi 1862 zusammen.
Zur Saison 1949/50 gelang der ersten Fußball-Mannschaft schließlich der Aufstieg in die zu dieser Zeit zweitklassige Landesliga Südwürttemberg. In der Gruppe Süd belegte man am Ende der Spielzeit mit 16:28 Punkten den neunten Platz. Danach wurde die Spielklasse aufgelöst und die Mannschaft ging aufgrund ihrer Platzierung in die nun viertklassige 2. Amateurliga über. In die gleich Zeit fällt dann auch die Gründung einer Tennis-Abteilung, für welche bis 1970 zwei Plätze fertiggestellt werden konnten.

### Heutige Zeit
Die erste Mannschaft der Fußball-Abteilung, spielte in der Saison 2003/04 in der Landesliga Württemberg und belegte dort mit 46 Punkten den elften Platz. Dort platzierte man sich in den folgenden Jahren zumeist im Mittelfeld. Nach einer Saison 2008/09 mit 28 Punkten gelang am Ende dann jedoch nur der 14. Platz, womit es runter in die Bezirksliga ging. Aber auch hier, positionierte man sich dann nur im Mittelfeld der Spielklasse, womit es für einen Wiederaufstieg eigentlich nie eine realistische Chance gab. Etwas überraschend wurde dieser dann am Ende der Spielzeit 2012/13 als Meister mit 58 Punkten dann doch geschafft, dabei gab es nur einen Punkt Vorsprung auf den Verfolger TSG Achstetten. Zurück in der Landesliga ging man aber sofort unter und erzielte über die gesamte Saison nur sieben Punkte, womit es als letzter direkt wieder runter ging.
Erneut zurück in der Bezirksliga platzierte man sich gleich mit 50 Punkten auf dem zweiten Platz und durfte von daher an der Aufstiegsrunde teilnehmen. Gegen den FC Isny konnte man sich zuerst noch mit 1:0 durchsetzen, scheiterte dann aber mit 5:7 nach einem Elfmeterschießen beim FV Bad Schussenried. Getrieben von dem in der Vorsaison nur knapp verpassten Aufstieg, gelang mit 67 Punkten am Ende der Spielzeit 2015/16 erneut der Meistertitel und damit ein weiteres Mal der direkte Aufstieg in die Landesliga. Jedoch sollte es auch nun ein weiteres Mal nicht für eine zweite Saison in der höheren Spielklasse reichen. Mit 30 Punkten spielte man diesmal zwar eine bessere Saison, konnte die Klasse über den 13. Platz jedoch auch nicht halten. Somit spielt die Mannschaft bis heute in der Bezirksliga Riß. In der Saison 2019/20 wurde die Meisterschaft nur aufgrund des schlechteren Torverhältnis um einen Zähler hinter dem SV Sulmetingen verpasst.